# David Put
David Put (9 de julio de 1999) es un deportista neocaledonio que compite en judo. Ganó una medalla de plata en el Campeonato de Oceanía de Judo de 2018 en la categoría de –100 kg.

## Palmarés internacional
| Campeonato de Oceanía | Campeonato de Oceanía | Campeonato de Oceanía | Campeonato de Oceanía |
| Año                   | Lugar                 | Medalla               | Categoría             |
| --------------------- | --------------------- | --------------------- | --------------------- |
| 2018                  | Numea (Francia)       | Medalla de plata      | –100 kg               |